# Rhophitulus brunneicornis
Rhophitulus brunneicornis là một loài Hymenoptera trong họ Andrenidae. Loài này được Strand mô tả khoa học năm 1910.